# Gefion Tinder
Gefion Tinder är en nunatak i Grönland (Kungariket Danmark). Den ligger i den nordöstra delen av Grönland, 1 600 km nordost om huvudstaden Nuuk. Toppen på Gefion Tinder är 2 331 meter över havet.
Terrängen runt Gefion Tinder är huvudsakligen kuperad.  Trakten runt Gefion Tinder är nära nog obefolkad, med mindre än två invånare per kvadratkilometer. Det finns inga samhällen i närheten. Trakten runt Gefion Tinder är permanent täckt av is och snö.